# 1983年中国中央电视台春节联欢晚会
1983年中国中央电视台春节联欢晚会，央视猪年春晚，癸亥年春晚是中国中央电视台（CCTV）于1983年2月12日（农历壬戌十二月三十除夕）为庆祝猪年新年举办的综艺性文艺晚会，于当晚20:00播出，是首届现场直播形式的春节联欢晚会。此次春晚总导演由黄一鹤、邓在军担任，主持人由王景愚、刘晓庆、姜昆、马季共同担任。

## 概述
首届春晚就采取了开放式的做法，有四部热线电话，观众可以点播自己喜欢的演员演出节目。另外，晚会还首次加入了远程有奖问答环节，以写信的方式进行，所有参加者应当在大年初一之前，栏目组收到信件后才能参与。當時有不少演出人員和主持人穿著高领毛衣和西装，而姜昆在晚会上扮演了很多角色，包括演员、主持人以及场务人员。李谷一在該屆春晚演唱多首歌曲，其中包括曾被批判数年的《乡恋》，因大量观众点播而由在直播现场“督战”的广电部部长吴冷西亲自决定解禁；她也是春晚正式登台的第一位歌手。

## 节目单
| 序号 | 类型     | 节目名                                                                    | 表演者                                     |
| 1    |          | 赵忠祥致开幕辞 主持人介绍到场嘉宾 相声演員侯宝林讲话 主持人向全国人民拜年 |                                            |
| 2    | 歌曲     | 《拜年歌》                                                                | 李谷一                                     |
| 3    |          | 主持人介绍到场演员                                                        |                                            |
| 4    | 猜谜     | （1）“从上至下，广为团结”（打一字）                                       |                                            |
| 5    | 相声     | 《山村小景》 《小小雷锋》 《说一不二》                                    | 马季、赵炎                                 |
| 6    | 诗朗诵   | 《每逢佳节倍思亲》                                                        | 林丽芳                                     |
| 7    | 黄梅戏   | 《夫妻双双把家还》                                                        | 索宝立、牟玄甫                             |
| 8    | 歌曲     | 《竹林沙沙响》                                                            | 索宝立、牟玄甫                             |
| 9    | 歌伴舞   | 《草原民歌》                                                              | 斯琴高娃、胡松华                           |
| 10   | 歌曲     | 《勤劳的比帕尔》 《马铃响，玉鸟唱》                                       | 胡松华                                     |
| 11   | 小品     | 《逛厂甸》                                                                | 斯琴高娃、严顺开                           |
| 12   | 舞蹈     | 《节日》                                                                  | 赵青、徐川                                 |
| 13   | 猜谜     | （2）“年终算总帐”（打一句唐诗）                                           |                                            |
| 14   | 喜剧小品 | 《吃鸡》                                                                  | 王景愚、姜昆                               |
| 15   | 京剧表演 |                                                                           | 尹宏伟                                     |
| 16   | 京剧     | 《坐寨盗马》                                                              | 袁世海                                     |
| 17   | 相声     | 《错走了这一步》 《对口词》 《战士之歌》                                  | 姜昆、李文华                               |
| 18   | 猜谜     | （3）“制定人口政策”（打一成语）                                           |                                            |
| 19   | 魔术表演 | 《彩扇争艳》                                                              | 姚金芬                                     |
| 20   | 杂技表演 |                                                                           | 上海杂技团                                 |
| 21   | 相声     |                                                                           | 侯耀文、石富宽                             |
| 22   | 京剧     | 《空城计》                                                                | 马长礼                                     |
| 23   | 歌曲     | 《牧羊曲》 《大海啊，故乡》 《太阳岛上》                                  | 郑绪岚                                     |
| 24   | 京剧     | 《霸王别姬》                                                              | 李维康                                     |
| 25   | 录像     | 电影《火烧圆明园》花絮 电影《垂帘听政》片段                               |                                            |
| 26   | 歌曲     | 《绒花》 《盼红军》                                                       | 刘晓庆                                     |
| 27   | 喜剧小品 | 《弹钢琴》                                                                | 严顺开                                     |
| 28   | 猜谜     | （4）“镜子里面照着人”（打一字）                                           |                                            |
| 29   | 喜剧小品 | 《阿Q的独白》                                                             | 严顺开                                     |
| 30   | 相声录像 | 《戏剧杂谈》                                                              | 侯宝林、郭全宝                             |
| 31   | 猜谜     | （5）“晚会”（打一字）                                                     |                                            |
| 32   | 歌曲联唱 | 《春之歌》 《问声祖国好》 《一根竹竿》 《年轻的朋友》 《知音》 《乡恋》   | 李谷一                                     |
| 33   | 歌曲对唱 | 《刘三姐》                                                                | 李谷一、袁世海、姜昆                       |
| 34   | 京剧对唱 | 《牛皋招亲》                                                              | 李谷一、袁世海                             |
| 35   | 录像     | 电影《武林志》录像                                                        |                                            |
| 36   | 武术表演 |                                                                           | 葛春燕、郝志华、王杰、李霞、王建军、于绍文 |
| 37   | 魔术表演 | 《吉庆有余》                                                              | 姚金芬、秦明晓                             |
| 38   |          | 主持人慰问直播现场后台工作人员                                            |                                            |

## 脚注
1. ↑  . 浙江新闻. 2016-02-08  [2016-02-08]. （原始内容存档于2017-03-28）.
2. ↑  黄一鹤. . 京华时报. 2009-08-05  [2021-11-23]. （原始内容存档于2021-11-23）. 第五盘条儿又来了，我还是推给吴部长，吴部长转了一圈，找到我跟前，说：“黄一鹤，播！”这首歌就这么解禁了
3. ↑  第一位参加春晚的儿童演员